# Arienzo
Arienzo község (comune) Olaszország Campania régiójában, Caserta megyében, az ókori Via Appia mentén. 

## Fekvése
A megye délkeleti részén fekszik. Határai: Forchia, Moiano, Roccarainola, San Felice a Cancello, Sant’Agata de’ Goti és Santa Maria a Vico.

## Története
A vidék az ókorban Argentium név alatt volt ismert, amit valószínűleg az itt található Diana-szentély – Ara Cynthiae –  után kapott (Cynthia Diana istennő egyik helyi neve). A 15. századtól Ariento, majd a 18. századtól Ariezóként ismert. Valószínűleg a Suessolából idemenekülő lakosok alapították a 9. században, miután városukat a szaracénok és longobárdok elpusztították. A következő századokban nemesi birtok volt. A 19. században nyerte el önállóságát, amikor a Nápolyi Királyságban felszámolták a feudalizmust.

## Népessége
A népesség számának alakulása:

## Főbb látnivalói
- Palazzo Vescovile (püspöki palota)
- Palazzo Ducale (hercegi palota)
- Santa Maria Addolorata-templom
- Sant’Agostino-templom
- Santa Lucia-templom
- San Sebastiano-templom
- Sant’Andrea Apostolo-katedrális
- San Filippo Neri-templom